# Florent Malouda
Florent Johan Malouda (Caiena, 13 de junho de 1980) é um ex-futebolista francês que atuava como ponta-esquerda ou meio-campista.

## Carreira

### Châteauroux
Ainda na adolescência, Malouda atraiu o interesse do Châteauroux e logo foi contratado pelo clube. Apesar das dificuldades de viver longe da casa de sua família na Guiana Francesa, Malouda foi capaz de conciliar os estudos com sua paixão pelo futebol. Ele estreou pela equipe em 1996, com apenas 16 anos. Já no seu segundo jogo pelo clube, pela Ligue 2, ele acabou sendo expulso. No total, atuou pelo Châteauroux em 65 jogos e marcou sete gols.

### Guingamp
Após o Châteauroux não conseguir o acesso para a Ligue 1, Malouda foi contratado pelo Guingamp. Sob a tutela do treinador Guy Lacombe, Malouda demonstrou um bom futebol e formou uma grande parceria com Didier Drogba, que voltaria a ser seu companheiro no Chelsea.

### Lyon
As boas atuações de Malouda no Guingamp chamaram a atenção do gigante francês Olympique Lyonnais, que, depois de conquistar seu segundo título consecutivo durante a temporada 2002–03, decidiu contratar Malouda. Em uma boa equipe que tinha nomes como Juninho, Michael Essien, Grégory Coupet e Mahamadou Diarra, Malouda firmou-se como titular e viveu grande fase. Devido ao seu bom desempenho, foi convocado pela Seleção Francesa para a Copa do Mundo FIFA de 2006.
Malouda continuou se destacando na temporada 2006–07, tendo grandes atuações na Ligue 1. No dia 26 de agosto teve grande atuação na goleada de 4 a 1 contra o Nice: logo aos 4 minutos do segundo tempo, Malouda aproveitou cruzamento de Tiago e empatou o jogo. Aos 22 minutos, foi a vez do meia servir Karim Benzema, que tinha acabado de entrar. Em 9 de outubro, renovou com o Lyon até 2011. Já no dia 21 de novembro, após o empate em 2 a 2 contra o Real Madrid, pela fase de grupos da Liga dos Campeões, Malouda foi eleito o craque do jogo.
Ao final da temporada, o Lyon conquistou o sexto título consecutivo da Ligue 1 e Malouda foi eleito o craque do campeonato, sucedendo companheiro Juninho. Na disputa ele venceu o ponta-direita Kader Keita, do Lille, o centroavante Johan Elmander, do Toulouse, e o volante Seydou Keita, do Lens.
Após Chelsea, Liverpool e Real Madrid terem demonstrado interesse na sua contratação, em maio Malouda confirmou seu desejo de deixar o Lyon. No dia 29 de junho de 2007, Malouda confirmou que o Chelsea tinha apresentado uma oferta 17 milhões de euros por ele. Em 5 de julho, Peter Kenyon, diretor executivo do Chelsea, afirmou numa entrevista que o clube estava acertando os últimos detalhes da transferência de Malouda, e desejavam anunciá-lo antes da pré-temporada nos Estados Unidos.

### Chelsea

#### 2007–08

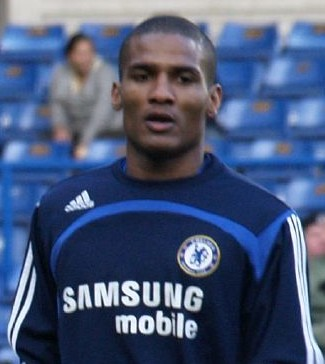
Malouda treinando no Chelsea em 2008

Em 8 de julho de 2007, o presidente do Lyon, Jean-Michel Aulas, anunciou que o clube havia aceitado uma oferta do Chelsea por Malouda. Posteriormente os Blues confirmaram que Malouda estaria viajando para Londres no dia 9 de julho, para realizar exames médicos e concluir termos do contrato. O francês foi anunciado oficialmente no dia 10 de julho, tendo assinado por três anos com o clube. Ele recebeu a camisa de número 15. O técnico José Mourinho afirmou que Malouda estava pronto para substituir Arjen Robben, pois estava mais do que preparado para se adaptar ao ritmo do futebol inglês.
Em seu primeiro jogo para o Chelsea, um amistoso de pré-temporada contra o América do México, Malouda marcou o gol de empate e deu assistência para John Terry marcar o gol da vitória de 2 a 1. Malouda estreou no dia 5 de agosto de 2007, num empate de 1 a 1 contra o Manchester United pela Supercopa da Inglaterra. Apesar do Chelsea ter perdido nos pênaltis, Malouda converteu sua cobrança. Já no dia 12 de agosto, contra o Birmingham, ele foi titular na ponta-esquerda, sua posição de origem. Malouda marcou o segundo gol do Chelsea na vitória por 3 a 2, antes de ser substituído por Steve Sidwell. Com a vitória, o Chelsea superou o recorde do Liverpool de invencibilidade em casa: 63 jogos seguidos sem perder.
Em 19 de agosto, contra o Liverpool, pela Premier League, Malouda sofreu um pênalti que inicialmente foi marcado pelo árbitro Rob Styles, mas logo depois foi anulado. Replays do lance indicaram que Malouda havia se apoiado no zagueiro Jamie Carragher; o pênalti foi confirmado e Frank Lampard converteu a cobrança. Após o jogo, os jogadores do Liverpool ficaram revoltados e o árbitro Rob Styles foi afastado. No dia 24 de outubro, na vitória de 2 a 0 contra o Schalke 04, pela Liga dos Campeões, Malouda marcou um dos gols após driblar o lateral Rafinha e finalizar por entre as pernas de Manuel Neuer. Já no dia 23 de janeiro, contra o Everton, pela Copa da Liga, Malouda deu uma assistência para Joe Cole. O Chelsea venceu e classificou-se por 3 a 1 no agregado. Em 5 de maio de 2008, Malouda marcou seu gol na Premier League no penúltimo jogo da temporada, contra o Newcastle. Malouda terminou sua primeira temporada com 38 jogos e apenas quatro gols marcados, números considerados fracos. Sob o comando de Avram Grant, Malouda era a segunda opção na ponta-esquerda, com Salomon Kalou sendo titular na maioria da temporada.

#### 2008–09
Avram Grant não permaneceu no Chelsea, que contratou Luiz Felipe Scolari; o brasileiro chegou afirmando que pretendia recuperar o futebol de Malouda. O meia francês marcou dois gols no dia 16 de setembro de 2008, contra o Bordeaux, pela fase de grupos da Liga dos Campeões. Dias depois balançou as redes contra o Portsmouth, pela Copa da Inglaterra. Ambos os jogos passou a ser vitórias 4 a 0 para o Chelsea. Seu primeiro gol da temporada foi contra o Middlesbrough na vitória por 5 a 0. O francês marcou o gol decisivo segundo de uma vitória por 2 a 0 sobre o Newcastle United, marcando de Frank Lampard passe no que era quase uma cópia carbono do que ele marcou gol no St. James' Park na temporada anterior, em seguida, Malouda jogou um de seus melhores jogos para o Chelsea na vitória por 3 a 1 sobre o Liverpool pela Liga dos Campeões, dando assistências para Branislav Ivanović e Didier Drogba para marcar. Ele, então, marcou o gol da vitória de 2 a 1 contra o Arsenal, pela semifinal da Copa da Inglaterra, no Estádio de Wembley. Já no dia 2 de maio, Malouda marcou na vitória por 3 a 1 sobre o Fulham, no Stamford Bridge. No dia 6 de maio, contra o Barcelona, pela semifinal da Liga dos Campeões, Malouda foi anulado uma multa potencial pelo árbitro polêmico, que ignorou vários outros apelos do Chelsea para uma pena. Dias depois, marcou o quarto gol do Chelsea na goleada de 4 a 1 contra o Arsenal, em sua partida de número 50 na Premier League. Já contra o Blackburn Rovers, também pela Premier League, Malouda abriu o placar após acertar uma bela cabeçada. Na final da Copa da Inglaterra, contra o Everton, ele desempenhou um papel fundamental na vitória do Chelsea 2 a 1, dando assistência para Drogba marcar o gol da vitória. A boa fase de Malouda fez com que ele despertasse o interesse de grandes equipes como Barcelona e Milan, mas no dia 23 de junho de 2009, o meia renovou com o Chelsea até 2013.

#### 2009–10

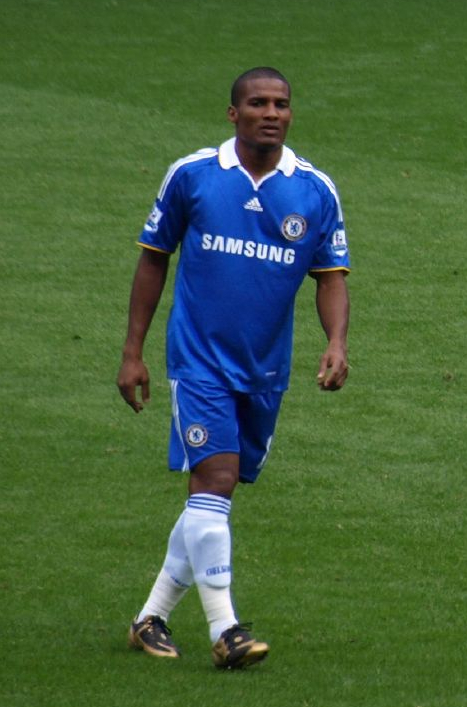
Malouda em ação pelo Chelsea

Com a chegada do italiano Carlo Ancelotti na temporada 2009–10, Malouda passou a jogar mais recuado no meio-campo. No dia 12 de setembro de 2009, contra o Stoke City, ele marcou nos minutos finais para garantir a vitória do Chelsea. Em 4 de outubro, Malouda marcou na vitória por 2 a 0 sobre o Liverpool. O meia continuou sua boa fase marcando o segundo gol na vitória por 4 a 0 sobre o Bolton, pela Copa da Liga Inglesa. Em 3 de novembro, contra o Atlético de Madrid, Malouda fez seu jogo de número 100 na Liga dos Campeões. Já no dia 21 de novembro, marcou o primeiro gol na vitória por 4 a 0 sobre o Wolverhampton. No dia 25 de dezembro, contra o Birmingham, Malouda cometeu uma falta em Stephen Carr e foi expulso pela primeira vez na temporada. Já no dia 16 de janeiro de 2010, Malouda marcou um bonito gol de cobertura na goleada de 7 a 2 contra o Sunderland. Dias depois, após a partida contra o West Ham, pela Premier League, Malouda foi eleito o homem do jogo. No dia 24 de março, marcou na goleada de 5 a 0 contra o Portsmouth. Três dias depois, marcou mais dois gols na goleada de 7 a 1 contra o Aston Villa.

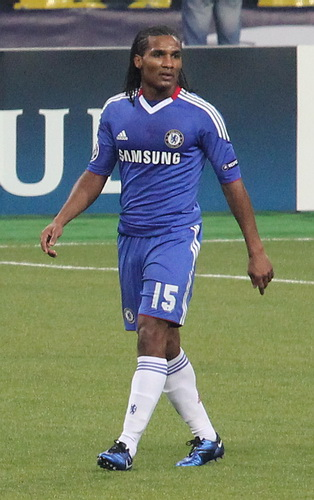
Malouda em 2010, atuando numa partida contra o Spartak Moscou

Em março de 2010, Malouda ganhou o prêmio de Jogador do Mês da Premier League. Já no dia 3 de abril, na vitória de 2 a 1 contra o Manchester United, Malouda foi fundamental na jogada do primeiro gol. Após fazer boa jogada e livrar-se de Antonio Valencia e Darren Fletcher, Malouda cruzou rasteiro para Joe Cole, que desviou de calcanhar para vencer o goleiro Edwin van der Sar. No dia 10 de abril ele marcou o segundo gol do Chelsea na vitória por 3 a 0 sobre o Aston Villa, pela semifinal da Copa da Inglaterra.
Apesar de ter sido um dos destaques do Chelsea na Premier League, com 12 gols e oito assistências, Malouda não foi incluído na equipe da temporada. No total, ele marcou 15 gols e deu 15 assistências, somando todas as competições disputadas na temporada.

#### 2010–11
Malouda começou a Premier League marcando seu primeiro gol contra o West Bromwich, numa goleada de 6 a 0. Ele balançou as redes novamente no dia 21 de agosto, em outra goleada por 6 a 0, dessa vez contra o Wigan. Malouda marcou seu quarto gol na temporada contra o Stoke City, em uma vitória por 2 a 0. Ele continuou a boa fase, marcando mais dois gols contra o Blackpool e chegando a seis gols em cinco jogos na temporada. Em 24 de janeiro de 2011, Malouda marcou aos 41 minutos na goleada de 4 a 0 contra o Bolton, no Estádio Reebok. Já no dia 20 de abril, no Stamford Bridge, marcou dois gols na vitória de 3 a 1 contra o Birmingham. Em maio ele chegou a marca de 41 gols pelo Chelsea em todas as competições, desde a sua estreia em 2007. Com um total de 13 gols, foi o artilheiro do Chelsea na Premier League, à frente de nomes como Didier Drogba e Nicolas Anelka.

#### 2011–12
Durante o verão de 2011, após a contratação do espanhol Juan Mata, Malouda passou a ser especulado em times da Serie A, como a Juventus. Após diversas especulações, Malouda afirmou após uma partida contra a Albânia, pelas eliminatórias da Euro, que pretendia ficar em Stamford Bridge até a próxima Copa do Mundo, pelo menos. Como capitão da França, no dia 31 de agosto ele declarou em entrevista:
| “ | Eu sempre fui claro nas minhas escolhas e vai ser muito difícil me tirar do meu clube. Eu ainda tenho mais dois anos de contrato com o Chelsea. Meu objetivo é prorrogar por um ano, até a Copa do Mundo FIFA de 2014. Isso não mudou e não é hoje que vai mudar. | ” |

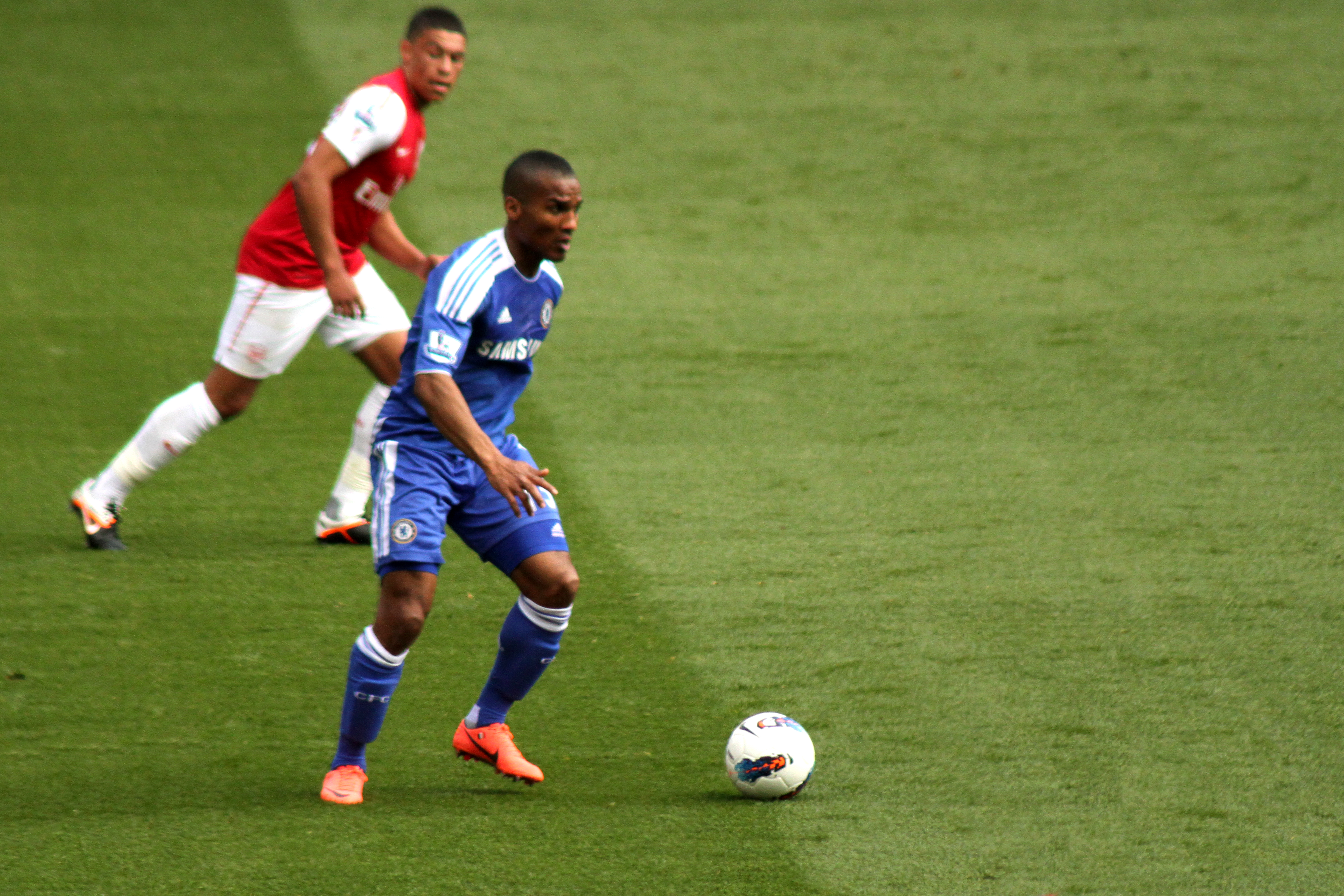
Malouda sendo observado por Alex Oxlade-Chamberlain em 2012

Ele marcou seu primeiro gol da temporada na vitória de 2 a 1 contra o West Brom, pela Premier League. Seu segundo gol da temporada veio na goleada por 5 a 1 sobre o Tottenham, em Wembley, pela semifinal da Copa da Inglaterra. Em 21 de abril, Malouda teve boa atuação no empate em 0 a 0 contra o Arsenal. Dias depois, em 29 de abril, teve mais uma grande atuação na goleada de 6 a 1 contra o Queens Park Rangers.
Após recuperar-se de uma lesão, no dia 5 de maio Malouda saiu do banco e entrou no segundo tempo da vitória de 2 a 1 contra o Liverpool, pela final da Copa da Inglaterra. Malouda sofreu uma pequena lesão no último jogo da Premier League, uma derrota de 2 a 1 para o Blackburn, que o deixou em dúvida para a final da Liga dos Campeões. Ele passou por um teste de aptidão tarde e começou no banco de reservas na decisão da Champions League, em Munique. No dia 19 de maio, na final contra o Bayern de Munique, na Allianz Arena, Malouda entrou no segundo tempo no lugar de Ryan Bertrand. Após empatarem em 1 a 1 no tempo normal, o Chelsea venceu por 4 a 3 na disputa por pênaltis e tornou-se o primeiro clube londrino a conquistar a Liga dos Campeões. Depois de uma temporada de altos e baixos, Malouda prometeu continuar no clube e afirmou que iria trabalhar duro dele para recuperar o seu bom futebol.

#### 2012–13
Depois ter representado a França na Euro 2012, Malouda não atuou nos primeiros jogos do Chelsea na pré-temporada. Ele atuou nas últimas partidas da pré-temporada, contra o Paris Saint-Germain, o MLS All-Star e o Milan. Além disso, Malouda não foi inscrito na fase de grupos da Liga dos Campeões e declarou que passaria a treinar com a equipe Sub-21.
Ao final da temporada, o francês deixou o Chelsea. Ele confirmou sua saída no dia 26 de maio de 2013 e afirmou:
| “ | Eu tive problemas com algumas pessoas lá de dentro, mas isso é passado. Agora estou livre. Vou poder jogar na próxima temporada, e mal posso esperar. Venho me preparando há mais de um ano para isso. | ” |

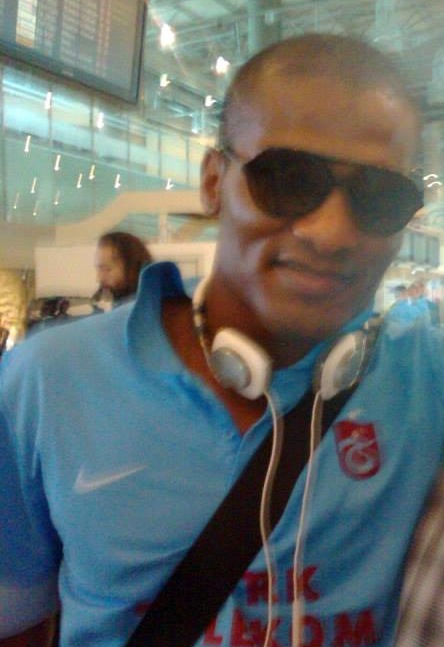
Malouda em 2013

Além dele, o meia Yossi Benayoun e os goleiros Ross Turnbull e Henrique Hilário também deixaram o clube londrino.

### Trabzonspor
Foi anunciado pelo Trabzonspor, da Turquia, no dia 18 de julho de 2013. Em sua única temporada no clube, disputou 29 jogos e marcou sete gols.

### Metz
Após deixar o Trabzonspor, no dia 12 de setembro de 2014 foi anunciado pelo Metz. Malouda atuou em 31 partidas, tendo marcado apenas três gols.

### Delhi Dynamos
Em 2015 acertou com o Delhi Dynamos, da Índia. O clube já contava com o lateral-esquerdo Roberto Carlos, outro nome experiente.

## Seleções Nacionais

### França
Malouda estreou pela Seleção Francesa no dia 17 de novembro de 2004, num jogo contra a Polônia. Ele então tornou-se presença constante do time, marcando seu primeiro gol pelo seu país no dia 31 de maio de 2005, contra a Hungria.

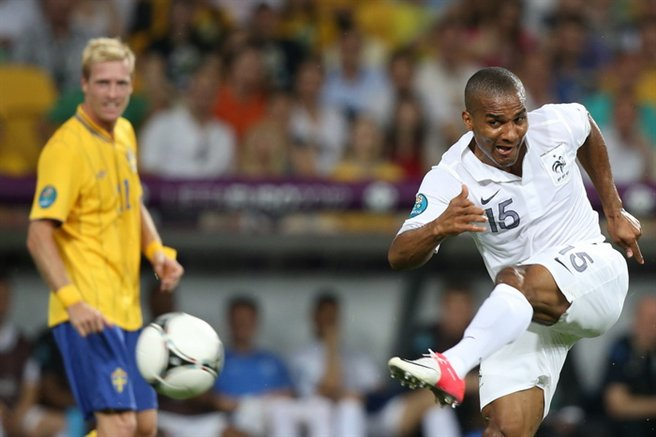
Malouda atuando pela França na Euro 2012, contra a Suécia

Depois de atuar em quase toda a campanha das eliminatórias da Copa do Mundo FIFA de 2006, Malouda foi um dos 23 convocados pelo técnico Raymond Domenech em maio. O meia continuou a jogar com regularidade no torneio, onde a França acabou chegando na final, mas foi derrotada nos pênaltis pela Itália. Ele sofreu um pênalti no jogo, que foi convertido pelo capitão Zinédine Zidane.
Em 22 de junho de 2010, durante a Copa do Mundo FIFA, Malouda marcou um gol durante na derrota de 2 a 1 contra a anfitriã África do Sul. Foi o único gol marcado pela França durante a fase de grupos, antes de serem eliminados em último lugar; os franceses também empataram em 0 a 0 com o Uruguai e perderam de 2 0 para o México. Após a competição, Malouda fez duras criticas ao ambiente que envolveu França na Copa.
Já na primeira partida das eliminatórias da Euro 2012, contra a Bielorrússia, ele recebeu a braçadeira de capitão devido a suspensão de Patrice Evra. Sob o comando do novo treinador Laurent Blanc, a França empatou em 1 a 1. Em 29 de fevereiro de 2012, novamente pelas eliminatórias da Euro, Malouda marcou o gol da França na derrota de 2 a 1 contra a Alemanha. Na comemoração, ele exibiu uma cruz do colega Morgan Amalfitano. Antes de ser convocado para a Euro 2012, disputada na Polônia e na Ucrânia, Malouda marcou seu nono gol pela França no dia 31 de maio, na vitória de 2 a 0 contra a Sérvia.

### Guiana Francesa
Em 2017, Malouda concretizou um antigo sonho: atuar pela Guiana Francesa. Perto de se aposentar, ele foi convocado para a Copa do Caribe, uma competição regida apenas pelas regras de elegibilidade da CONCACAF. Assim, mesmo tendo defendido a Seleção Francesa em 80 partidas oficiais, ele não feriu o regulamento da FIFA, que proíbe um jogador de defender duas seleções em uma competição internacional.
Malouda foi fundamental na campanha que terminou na inédita terceira colocação - e que deu o direito à equipe de disputar a Copa Ouro.
Em 17 de junho de 2017, ele defendeu novamente as cores da Guiana Francesa num amistoso contra Barbados. Por ser uma partida amistosa, ele pôde atuar nesta partida sem ferir o regulamento da FIFA. O problema é que ele foi convocado para a disputa da Copa do Caribe, e essa sim segue o regulamento da FIFA. A federação mandou uma nota dizendo que Malouda não poderia disputar essa competição; ainda assim, ele participou do torneio. Na primeira partida, uma derrota por 4 a 2 para o Canadá, ele não foi relacionado. Mas no empate em 0 a 0 com Honduras, ele foi titular e jogou todos os 90 minutos. Por conta disso, a Seleção Franco-Guianense foi punida com derrota por W.O. — ou seja, pelo placar de 3 a 0 — multa e a suspensão de Malouda por dois jogos.

### Gols pela Seleção Francesa

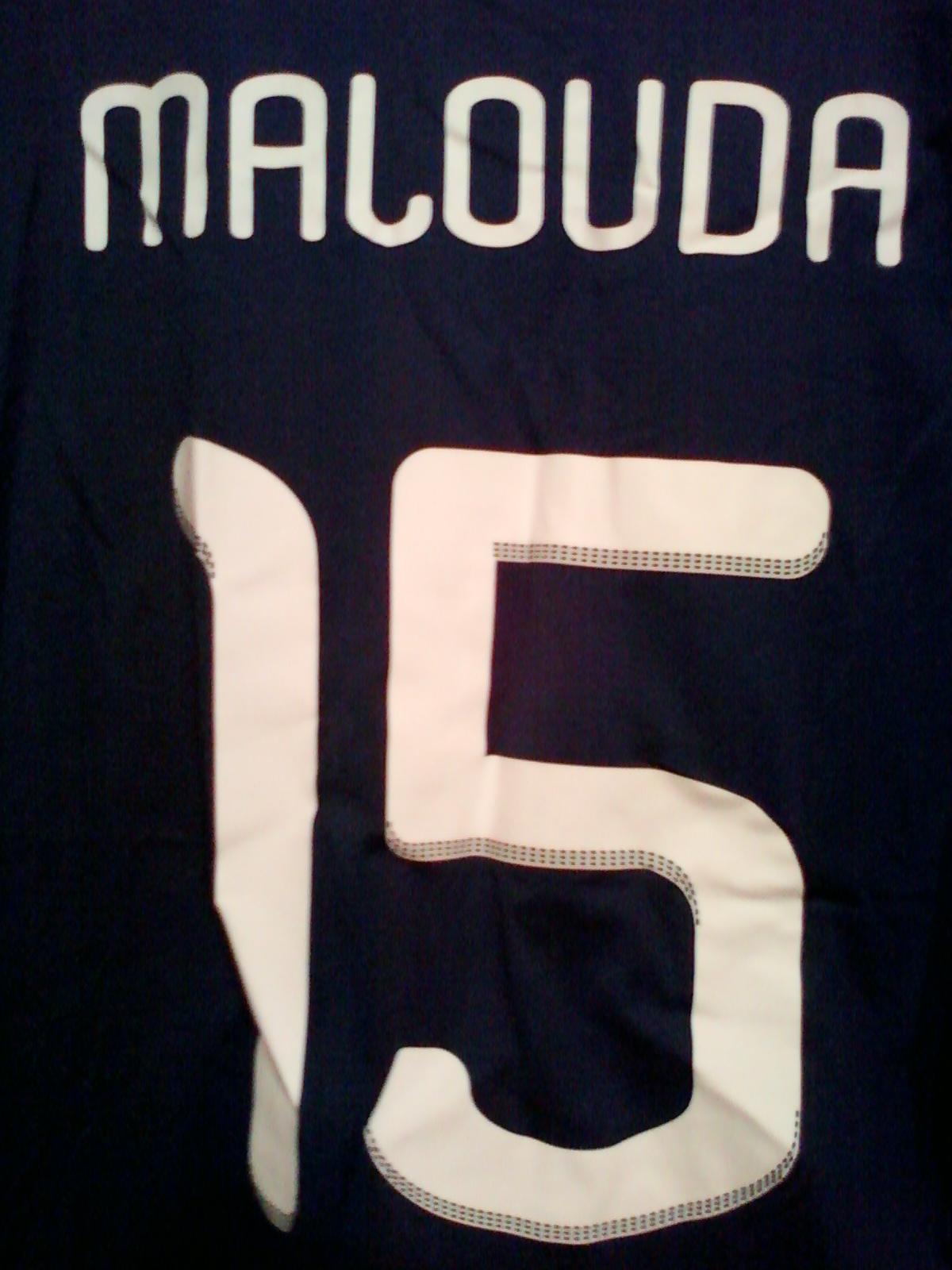
Camisa de Malouda na Copa do Mundo de 2010

| Gols | Data                    | Local                                                        | Adversário           | Placar | Resultado | Competição                 |
| ---- | ----------------------- | ------------------------------------------------------------ | -------------------- | ------ | --------- | -------------------------- |
| 1.   | 31 de maio de 2005      | Stade Saint-Symphorien, Métis, França                        | Hungria              | 2–0    | 2–1       | Amistoso                   |
| 2.   | 21 de maio de 2006      | Stade de France, Saint-Denis, França                         | México               | 1–0    | 1–0       | Amistoso                   |
| 3.   | 2 de setembro de 2006   | Estádio Boris Paichadze, Tiblíssi, Geórgia                   | Geórgia              | 0–1    | 0–3       | Eliminatórias da Euro 2008 |
| 4.   | 22 de junho de 2010     | Estádio Free State, Bloemfontein, África do Sul              | África do Sul        | 1–2    | 1–2       | Copa do Mundo FIFA de 2010 |
| 5.   | 7 de setembro de 2010   | Asim Ferhatović Hase Stadium, Sarajevo, Bósnia e Herzegovina | Bósnia e Herzegovina | 0–2    | 0–2       | Eliminatórias da Euro 2012 |
| 6.   | 3 de junho de 2011      | Estádio Dínamo de Minsk, Minsk, Bielorrússia                 | Bielorrússia         | 1–1    | 1–1       | Eliminatórias da Euro 2012 |
| 7.   | 7 de outubro de 2011    | Stade de France, Saint-Denis, França                         | Albânia              | 1–0    | 3–0       | Eliminatórias da Euro 2012 |
| 8.   | 29 de fevereiro de 2012 | Weserstadion, Bremen, Alemanha                               | Alemanha             | 0–2    | 1–2       | Amistoso                   |
| 9.   | 31 de maio de 2012      | Stade Auguste Delaune, Reims, França                         | Sérvia               | 2–0    | 2–0       | Amistoso                   |

## Vida pessoal
Malouda é casado com Florencia, de nacionalidade brasileira. Eles têm quatro filhos: Kelys, Satya, Flora e Aaron. O irmão mais novo de Malouda, Lesly, também é futebolista e atua como meio-campista.

## Títulos
Châteauroux
- Ligue 2: 1996–97

Lyon
- Ligue 1: 2003–04, 2004–05, 2005–06 e 2006–07
- Supercopa da França: 2003, 2004 e 2005

Chelsea
- Premier League: 2009–10
- Copa da Inglaterra: 2008–09, 2009–10 e 2011–12
- Supercopa da Inglaterra: 2009
- Liga dos Campeões da UEFA: 2011–12
- Supercopa da Inglaterra: 2009

### Prêmios individuais
- Equipe do Ano da Ligue 1: 2004–05, 2005–06 e 2006–07
- Jogador do Mês da Ligue 1: novembro de 2006
- Jogador do Ano da Ligue 1: 2006–07
- Jogador do Mês da Premier League: março de 2010
- Jogador do Ano da Superliga Indiana: 2016
- Equipe do ano da Superliga Indiana: 2016